# Kiev Rebels
I Kiev Rebels sono stati una squadra di football americano di Kiev, in Ucraina, fondata nel 2016.
Nel 2018 si sono fusi con i Kiev Bandits e i Kiev Bulldogs per dare origine ai i Kiev Capitals.

## Dettaglio stagioni

### Tornei nazionali

#### Campionato

##### Divizion B
| Stagione | regular season | regular season | regular season | regular season | regular season | regular season | playoff | playoff | playoff | playoff | playoff | playoff   | playoff    |
|          | Vin            | Par            | Per            | Tot            | PF             | PS             | Vin     | Per     | Tot     | PF      | PS      | risultato | avversaria |
| -------- | -------------- | -------------- | -------------- | -------------- | -------------- | -------------- | ------- | ------- | ------- | ------- | ------- | --------- | ---------- |
| 2017     | 2              | 0              | 4              | 6              | 76             | 140            | -       | -       | -       | -       | -       | -         | -          |
| Totale   | 2              | 0              | 4              | 6              | 76             | 140            | -       | -       | -       | -       | -       |           |            |

Fonti: Enciclopedia del Football - A cura di Roberto Mezzetti

### Tornei internazionali

#### Monte Clark Cup
| Stagione | regular season | regular season | regular season | regular season | regular season | regular season | playoff | playoff | playoff | playoff | playoff | playoff      | playoff         |
|          | Vin            | Par            | Per            | Tot            | PF             | PS             | Vin     | Per     | Tot     | PF      | PS      | risultato    | avversaria      |
| -------- | -------------- | -------------- | -------------- | -------------- | -------------- | -------------- | ------- | ------- | ------- | ------- | ------- | ------------ | --------------- |
| 2017     | 4              | 0              | 0              | 4              | 140            | 12             | 0       | 2       | 2       | 22      | 59      | Quarto posto | Brest Sentinels |
| Totale   | 4              | 0              | 0              | 4              | 140            | 12             | 0       | 2       | 2       | 22      | 59      |              |                 |

Fonti: Enciclopedia del Football - A cura di Roberto Mezzetti